# Буксјер о Дам
Буксјер о Дам (фр. Bouxières-aux-Dames) насеље је и општина у североисточној Француској у региону Лорена, у департману Мерт и Мозел која припада префектури Нанси.
По подацима из 2011. године у општини је живело 4171 становника, а густина насељености је износила 1014,84 становника/km². Општина се простире на површини од 4,11 km². Налази се на средњој надморској висини од 220 метара (максималној 361 m, а минималној 180 m).

## Демографија
| 1962. | 1968. | 1975. | 1982. | 1990. | 1999. | 2011. |
| ----- | ----- | ----- | ----- | ----- | ----- | ----- |
| 1.816 | 2.317 | 4.021 | 4.817 | 4.392 | 4.124 | 4.171 |

График промене броја становника у току последњих година